# Pál Turán
Paul (Pál) Turán (Budapeste, 18 de agosto de 1910 — Budapeste, 26 de setembro de 1976) foi um matemático húngaro.

## Carreira
Trabalhou principalmente com teoria dos números. Teve uma longa colaboração com Paul Erdős, durante 46 anos e resultando em 28 artigos publicados.
Em 1940, por causa de sua origem judaica foi preso pelos nazistas e enviado para um campo de trabalhos forçados na Transilvânia, sendo posteriormente transferido diversas vezes para outros campos. Enquanto estava preso, Turán apresentou algumas de suas melhores teorias, que pôde publicar após a guerra.
Turán teve uma longa colaboração com o colega matemático húngaro Paul Erdős, durando 46 anos e resultando em 28 artigos conjuntos.

## Trabalho
Turán trabalhou principalmente em teoria dos números,:4 mas também fez muito trabalho em análise e teoria dos grafos.

### Teoria dos números
Em 1934, Turán usou a peneira de Turán para dar uma prova nova e muito simples de um resultado de 1917 de G. H. Hardy e Ramanujan sobre a ordem normal do número de divisores primos distintos de um número n, ou seja, que é muito próximo de {\displaystyle \ln \ln n}. Em termos probabilísticos, ele estimou a variância de {\displaystyle \ln \ln n}. Halász diz "Seu verdadeiro significado reside no fato de que foi o ponto de partida da teoria probabilística dos números".:16 A desigualdade de Turán–Kubilius é uma generalização deste trabalho.:5 :16
Turán estava muito interessado na distribuição de primos em progressões aritméticas e cunhou o termo "corrida de números primos" para irregularidades na distribuição de números primos entre as classes de resíduos. Com seu co-autor Knapowski, ele provou resultados sobre o viés de Chebyshev. A conjectura de Erdős–Turán faz uma declaração sobre primos em progressão aritmética. Grande parte do trabalho de teoria dos números de Turán tratou da hipótese de Riemann e ele desenvolveu o método de soma de potência (veja abaixo) para ajudar com isso. Erdős disse que "Turán era um 'incrédulo', na verdade, um 'pagão': ele não acreditava na verdade da hipótese de Riemann".:5

### Análise
Muito do trabalho de análise de Turán estava ligado ao seu trabalho de teoria dos números. Fora disso, ele provou as desigualdades de Turán relacionando os valores dos polinômios de Legendre para diferentes índices e, junto com Paul Erdős, a desigualdade de equidistribuição de Erdős–Turán.

### Teoria dos grafos
Erdős escreveu sobre Turán: "Em 1940-1941, ele criou a área de problemas extremais na teoria dos grafos, que agora é um dos assuntos de crescimento mais rápido em combinatória." O campo é conhecido mais brevemente hoje como teoria dos grafos extremais. O resultado mais conhecido de Turán nesta área é o teorema do grafo de Turán, que dá um limite superior ao número de arestas em um grafo que não contém o grafo completo K r como um subgrafo. Ele inventou o grafo de Turán, uma generalização do grafo bipartido completo, para provar seu teorema. Ele também é conhecido pelo teorema Kővári–Sós–Turánlimitar o número de arestas que podem existir em um grafo bipartido com certos subgrafos proibidos e para levantar o problema da fábrica de tijolos de Turán, ou seja, determinar o número de cruzamentos de um grafo bipartido completo.

### Método de soma de potência
Turán desenvolveu o método de soma de poder para trabalhar na hipótese de Riemann. O método lida com desigualdades dando limites inferiores para somas da forma
{\displaystyle \max _{\nu =m+1,\dots ,m+n}\left|\sum _{j=1}^{n}b_{j}z_{j}^{\nu }\right|,} daí o nome "soma de potência".:319
Além de suas aplicações na teoria analítica dos números, tem sido usado em análises complexas,:9–14 análises numéricas, equações diferenciais, teoria transcendental dos números e estimativa do número de zeros de uma função em um disco.:320

## Publicações selecionadas
- Ed. by P. Turán. (1970). Number Theory. Amsterdam: North-Holland Pub. Co. ISBN 978-0-7204-2037-1
- Paul Turán (1984). On a New Method of Analysis and Its Applications. New York: Wiley-Interscience. ISBN 978-0-471-89255-7 Lida com o método de soma de potência.[11]
- Paul Erdős, ed. (1990). Collected Papers of Paul Turán. Budapest: Akadémiai Kiadó. ISBN 978-963-05-4298-2[12]

## Honrarias
- Eleito membro correspondentes da Academia de Ciências da Hungria em 1948 e membro ordinário em 1953[1]
- Prêmio Kossuth em 1948 e 1952[1]
- Prêmio Tibor Szele da Sociedade Matemática János Bolyai em 1975[1]